# Новий Двур-Гданський
Но́вий Двур-Гда́нський (пол. Nowy Dwór Gdański, нім. Tiegenhof) — місто в північній Польщі, на річці Туга. Адміністративний центр Новодворського повіту Поморського воєводства.
В містечку зберігся оригінальний уклад вулиць та історичні будинки колишніх голландських поселенців-менонітів. Меноніти переселилися сюди з території Голландії і займалися осушенням дельти Вісли. Після пресу німецької влади, яка вимагала щоб вони служили у війську, частина менонітів на запрошення Катерини II переселилася на Запоріжжя.

## Демографія
Демографічна структура станом на 31 березня 2011 року:
|          | Загалом | Допрацездатний вік | Працездатний вік | Постпрацездатний вік |
| -------- | ------- | ------------------ | ---------------- | -------------------- |
| Чоловіки | 4916    | 1057               | 3471             | 388                  |
| Жінки    | 5281    | 983                | 3202             | 1096                 |
| Разом    | 10197   | 2040               | 6673             | 1484                 |

## Пам'ятки та музеї
- Неоготичний спаський костел 1851 р.
- Зерносховище над Тугою 1878 р.
- Будинок лютеранської парафії (вул. Б. Хороброго 6), біля якого стояв вже не існуючий лютеранський костел на фундаментах замку Лоітцув XVI ст.
- Характерні для регіону одноповерхові будинки (XIX ст.) розташовані фасадом до вулиці, наприклад, по вул. Сікорського.
- Комплекс колишнього бровару XIX ст.
- Водонапірна вежа 1909 р. — одна з перших в Європі залізобетонних конструкцій
- Розвідний міст 1936 р. сталево-бетонний.
- Жулявський будинок культури — збудована в 1935—1937 рр. частина культурно-розважального комплексу (Volksgemeinschaftshaus), який мав кіно-театральну залу, ресторан та бенкетний зал.
- В місті у споруді млечарні 1890 р. по вул. Коперніка, 17 діє музей Вісляних Жуляв (польська назва дельти Вісли) — частина Жулявського історичного парку[5]. Його експозиція розповідає про менонітів, німецьких мешканців міста, а також польських переселенців. В експозиції представлені зокрема різьблені сані та скриня привезені на Жуляви польськими переселенцями з Волині.

## Значення для українців в Польщі

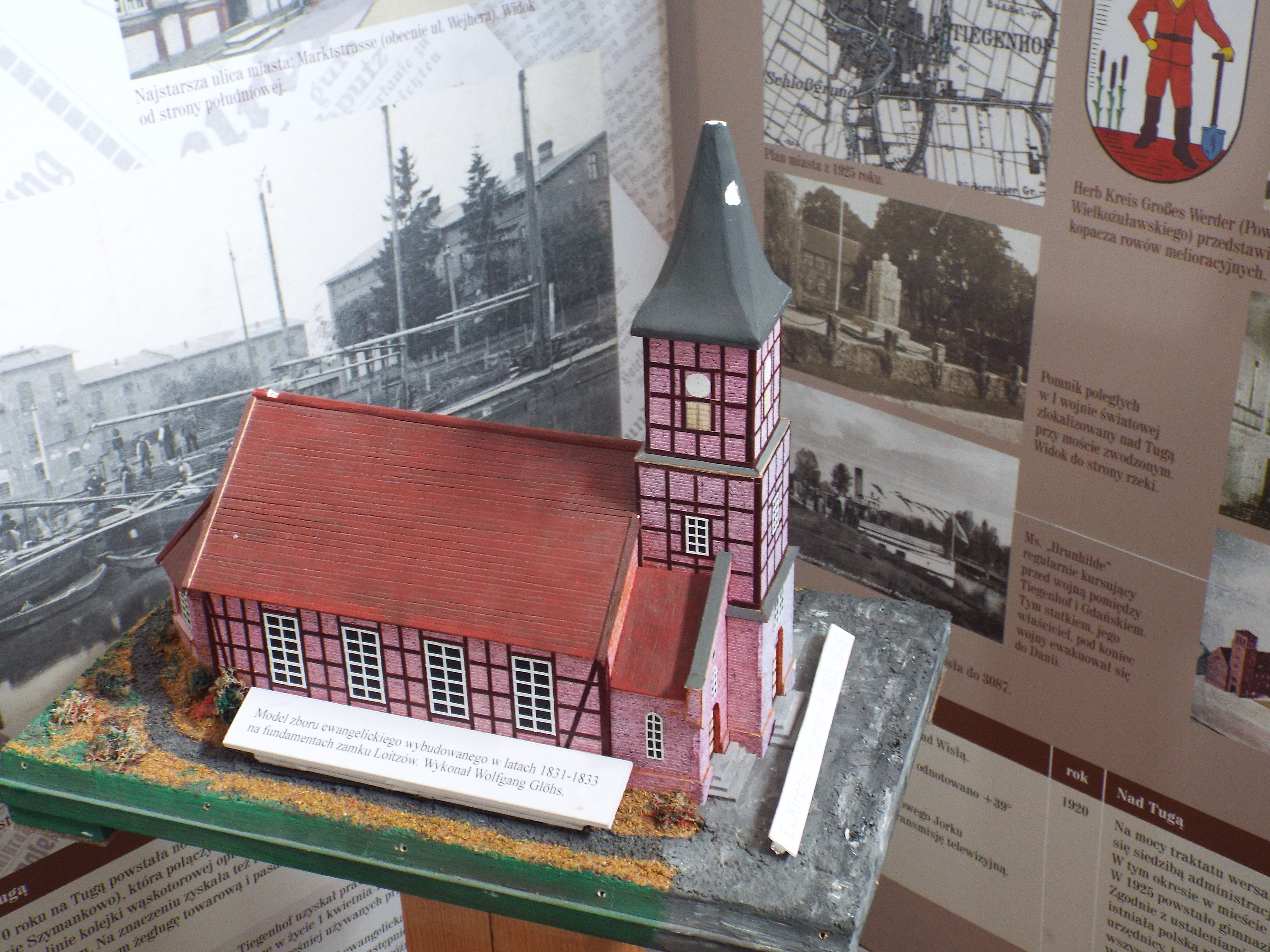
Лютеранський костел в Новому Дворі-Гданському. Макет. При костелі виникла православна парафія, яка мала полонізувати переселених українців. Не зберігся, залишився лише будинок парафії по вул. Б. Хороброго, 6, 2019 р.

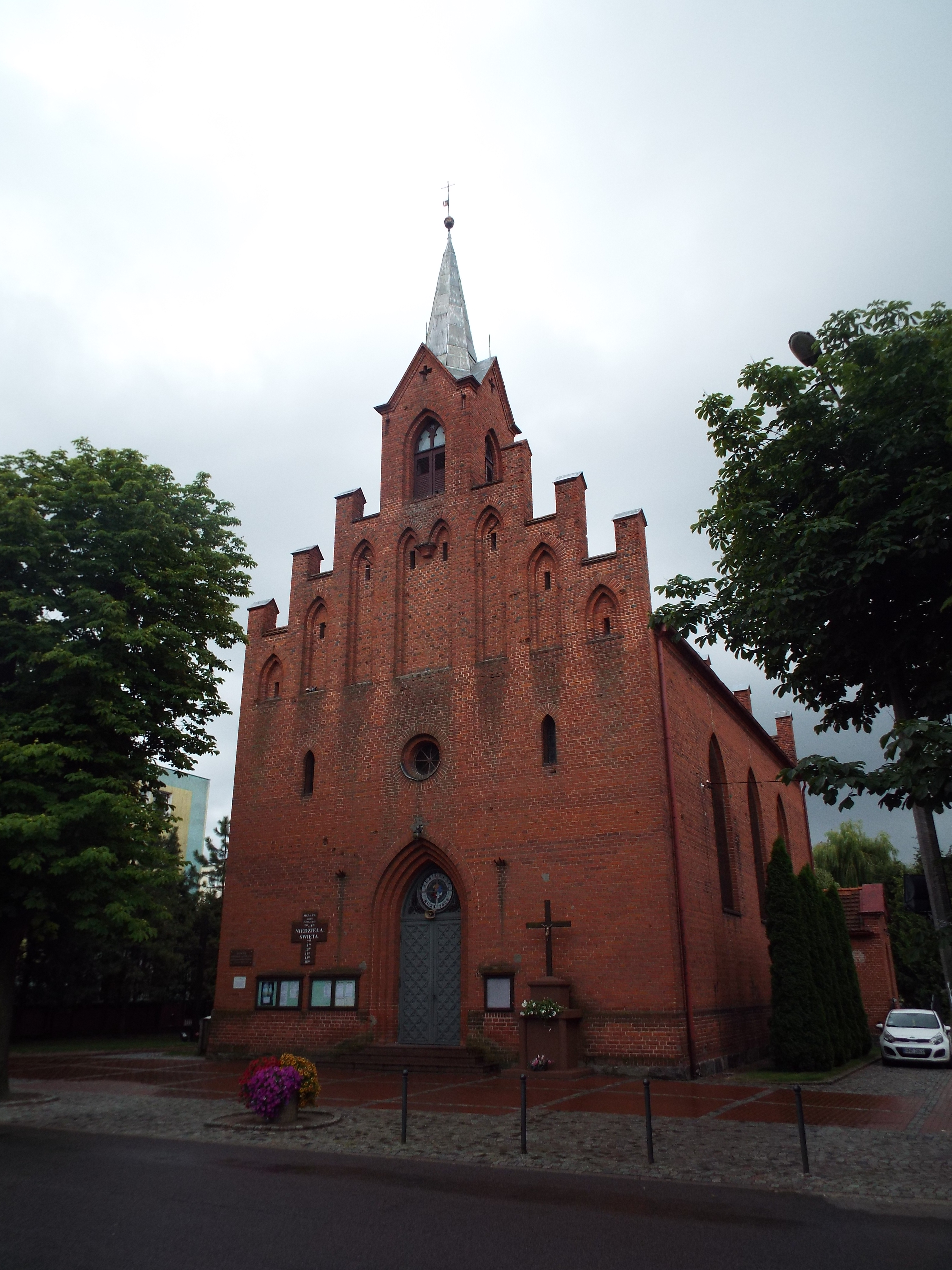
Спаський костел в Новому Дворі Гданському, місце першої греко-католицької служби отця Василя Гриника на Помор'ї

Містечко пов'язане із історією становлення греко-католицької церкви та української громади на Помор'ї після злочинного виселення українців з Закерзоння в рамках Акції «Вісла» та діяльністю отця митрата Василя Гриника. В 1947 р. при лютеранському костелі в Новому Дворі (наразі не існуючому, збереглася лише плебаня по вул. Хороброго, 6) утворилася православна парафія. О. Зайонц (римсько-католицький декан в Новому Дворі) намагаючись відтягнути греко-католиків від православ'я, звернувся до отців василіан у Варшаві (їх осередок за комуністичної влади зберігся) з проханням визначення пастиря для греко-католиків в Новодворському повіті. Отець П. Пушкарський (тогочасний пріор) запропонував особу Василя Гриника. Виконуючи служби в латинському обряді, о. Василь з 1948 р. почав регулярно відправляти в Новому Дворі-Гданському для депортованих українців в неділю та більші свята по юліанському календарю (за дозволом пробоща з Нового Двору о. Зайонца) греко-католицькі служби. В перший раз богослужіння в східному обряді він відправив перед Великоднем 07.04.1948 р. «В свято Благовіщеня в парафіяльному костелі в Новому дворі Гданському (спаський костел по вул. Дримали — Michala Drzymaly, 3) відправив першу службу з церковним співом — згадував потім священик — на першій нашій службі людей не прийшло багато, бо не всі греко-католики були поінформовані про час та місце». На наступну службу — Великодню — 19 квітня 1948 р. кількість значно виросла і на наступні служби стало прибувати все більше людей і не тільки з Жуляв. У зв'язку з неприхильністю місцевої влади, о. Василь Гриник змушений був робити проповіді польською мовою. Навесні 1952 р. він повністю перейшов на працю в греко-католицькому обряді. Згодом він перейшов до Циганка (суч. Желіхово), де 14 березня 1952 р. відправив першу літургію св. Іоанна Златоуста в місцевому костелі св. Миколая.
9 вересня 1956 р. відбулася перша зустріч Українського суспільно-культурного товариства (УСКТ) в Новому Дворі. В самому місті та околицях було багато депортованих українців. Найбільш репрезентаційним в 1950-60-ті рр. в тодішньому Гданському воєводстві був український хор з Нового Двору Гданського закладений з ініціативи Євгена Бурачука — селянина з Маженціно і Олени Мацягновської. 9 червня 1956 р. цей хор вперше виступив на дожинках в Новому Дворі. У 1958 р. в Новому Дворі виписували газету УСКТ «Наше Слово» 101 людина, в 1961 р. — 91.

## Природа посеред міста

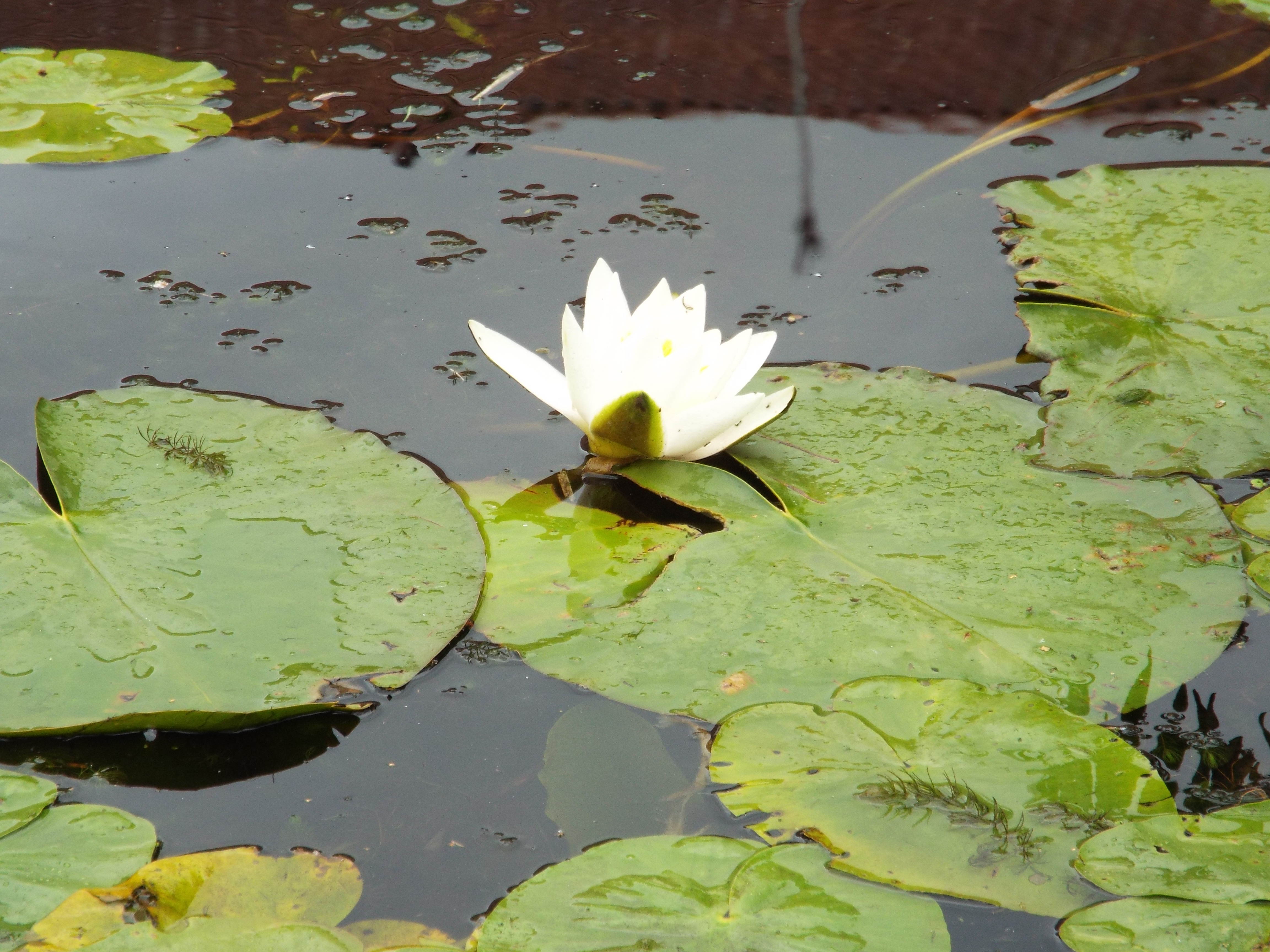
Латаття біле на протоці Туга в Новому Дворі Гданському, 2019 р.

Неповторності місту надає рукав дельти Вісли Туга, яка блакитною смугою в'ється крізь міський простір. Тут вона має не забетоновані зелені береги. Збереженою є прибережно-водна та водна рослинність. На поверхні протоки масово розвиваються латаття біле та глечики жовті. На берегах Туги тримаються крижні.